# James Dobb
James Dobb   (Derby, 2 de gener de 1972), conegut també com a Jamie Dobb, és un ex-pilot de motocròs anglès, Campió del Món de 125cc amb KTM l'any 2001 i cinc vegades Campió Britànic entre el 1989 i el 2000.

## Trajectòria esportiva
Nascut en una família molt vinculada al motocròs, Dobb excel·lí ben aviat, guanyant una munió de títols estatals i europeus de motocròs juvenil. Esdevingué professional el 1987, a 15 anys, signant un contracte amb l'equip de fàbrica de Cagiva quan ja se'l considerava un futur campió del món. El 1989 guanyà el seu primer títol adult, el Campionat Britànic de 125cc, i el 1990 guanyà el de 250cc.
El 1992 l'equip Pro-Circuit de Kawasaki, dirigit per Mitch Payton, li oferí la possibilitat d'anar a competir als EUA, cosa que acceptà. Durant els seus cinc anys d'estada a Amèrica pilotà per als equips Pro-Circuit Kawasaki, Suzuki America i Troy Honda. Malgrat no guanyar cap títol del Campionat AMA de motocròs, en fou un dels màxims aspirants, arribant a guanyar-ne una prova a Southwick, Massachusetts. Malauradament, una lesió afectà la seva actuació a la temporada de 1996 i es quedà sense equip per al 1997. Desencantat amb l'esport, inicià una breu carrera com a model a Nova York, fins que l'equip Suzuki UK li oferío de tornar a competir a Europa amb ells.
De nou a Europa, Dobb guanyà el Campionat Britànic de 125cc de 1998 i acabà cinquè al Mundial de 125cc de 1999. Revalidà el títol britànic els anys 1999 i 2000. Aquella temporada ingressà a l'equip de fàbrica de KTM, acabant subcampió del món aquell mateix any rere el seu company d'equip Grant Langston. L'any següent guanyà el Mundial de 125cc, essent el primer britànic a fer-ho. La seva victòria fou un alleujament per al motocròs britànic, amb gran part de la temporada d'aquell any cancel·lada per motiu del brot de febre aftosa del bestiar. El 2002 canvià a la categoria MX1, però una lesió i una KTM 250 poc competitiva li impediren de poder plantar cara a Stefan Everts, qui guanyà el títol tranquil·lament. Després d'una fosca temporada 2003, el 2004 tornà a la categoria MX2 amb l'equip RWJ Honda. Tanmateix, incapaç d'assolir el seu antic nivell, Dobb es retirà del motocròs professional a mitja temporada.

### Retirada
Un cop retirat del motocròs, Dobb ha iniciat una reeixida carrera com a director esportiu. Actualment, fa de representant del seu protegit, el pilot oficial Tommy Searle, qui mira d'emular el seu èxit al mundial MX2.

## Palmarès al Campionat del Món
| Any  | Motocicleta | 250cc | 125cc       |
| ---- | ----------- | ----- | ----------- |
| 1990 | Honda       | 9è    | -           |
| 1991 | Yamaha      | 23è   | -           |
| 1992 | Kawasaki    | 10è   | -           |
|      |             |       |             |
| 1997 | Suzuki      | -     | 8è          |
| 1998 | Honda       | -     | 9è          |
| 1999 | Suzuki      | -     | 5è          |
| 2000 | KTM         | -     | 2n          |
| 2001 | KTM         | -     | 1r          |
| 2002 | KTM         | 4t    | -           |
|      |             | MX1   | MX2         |
| 2003 | KTM         | 14è   | -           |
| 2004 | Honda       | -     | - Retirat - |